# Andreas Karaczay
Andreas Karaczay de Vályeszáka, né le 30 novembre 1744 à Hrvatska Kostajnica en Croatie et mort le 22 mars 1808 à Wiener Neustadt, en Autriche, est un militaire autrichien au service de la monarchie de Habsbourg.

## Biographie
Il entra dans l'armée autrichienne au début de la guerre de Sept Ans et servit pendant la guerre austro-turque de 1788 à 1790, s'illustrant à Khotyn, Valea Seacă, Focșani et Rymnik. Promu général en 1789, il obtint la propriété d'un régiment de cavalerie autrichien et devint ami avec le célèbre général russe Alexandre Souvorov. Il combattit ensuite pendant les guerres de la Révolution française jusqu'en 1795, date à laquelle il se retira en raison des fatigues de la guerre. Souvorov le rappela néanmoins à ses côtés en 1799 et Karaczay participa aux batailles de la Trebbia, Alexandrie et Novi. Il commanda également les troupes autrichiennes lors d'un second affrontement à Novi au mois d'octobre. Grièvement blessé à la bataille de Stockach en 1800, il quitta définitivement le service en 1801.